# فلکستون، یورک‌شر شمالی
فلکستون (به انگلیسی: Flaxton) یک روستا و محله مدنی در بریتانیا است که در رآیدل واقع شده‌است. فلکستون ۳۴۳ نفر جمعیت دارد.